# Skattereformen i Sverige 1990–1991
Skattereformen 1990–1991, populärt kallad Århundradets skattereform, var en omfattande förändring av det svenska skattesystemet som genomfördes i två etapper åren 1990 och 1991. Syftet var att åstadkomma en samhällsekonomiskt effektiv beskattning och långsiktigt hållbara skatteregler.
Under 1980-talet var den högsta marginalskatten i Sverige över 80 procent. Socialdemokraterna och Folkpartiet kom överens om ett nytt skattesystem där den högsta marginalskatten inte skulle överstiga 50 procent. Reformen innehöll höjningar och sänkningar av skatter motsvarande 6 procent av bruttonationalprodukten. Kombinationen av höjningar och sänkningar utformades för att vara budgetneutral, det vill säga utan påverkan på nivån av statens skatteintäkter. När reformen utvärderades 1995 uppskattades att det faktiska utfallet blivit ett underskott på 1,5 procent av bruttonationalprodukten. Effekten berodde åtminstone till del på att olika skattebaser hade påverkats olika mycket av lågkonjunkturen i början av 1990-talet.
Beredningsarbetet för reformen genomfördes till största delen inom tre statliga utredningar som alla lämnade sina huvudbetänkanden 1989. Dessa var Utredningen om reformerad inkomstbeskattning, Utredningen om reformerad företagsbeskattning samt Kommittén för indirekta skatter. Den sistnämnda kommittén behandlade mervärdesskatten. Regeringen ställde sig bakom utredningarnas förslag i en proposition som överlämnades till Riksdagen 1990.
Redan 1995 frångick man principen att hälften av en löneökning skulle behållas av löntagaren genom införandet av värnskatten. Värnskatten var endast tillfällig, men den ersattes 1998 av en snarlik skatt.